# Дукат (Магаданская область)
Дука́т — посёлок городского типа в Магаданской области России. Входит в Омсукчанский район и соответствующий ему муниципальный округ.

## География
Расстояние до районного центра — Омсукчана — составляет 31 км; до Магадана — 595 км.

## История
В середине 1960-х годов омсукчанскими геологами было открыто богатое рудное месторождение серебра, названное ими по старинной монете — Дукат.
Посёлок создан в 1968 году рядом с одноимённым прииском.
Статус посёлка городского типа присвоен решением Магаданского облисполкома от 19 февраля 1976 года.

## Население
| 1979  | 1989  | 2002  | 2009  | 2010  | 2011  | 2012  |
| ----- | ----- | ----- | ----- | ----- | ----- | ----- |
| 3907  | ↗6945 | ↘1287 | ↘1228 | ↗1351 | ↘1343 | ↗1581 |
| 2013  | 2014  | 2015  | 2016  | 2017  | 2018  | 2019  |
| ↗1602 | ↘1573 | ↘1491 | ↘1377 | ↘1315 | ↘1268 | ↘1206 |
| 2020  | 2021  | 2023  | 2024  |       |       |       |
| ↘1187 | ↘1044 | ↘1022 | ↘1018 |       |       |       |